# Dioecesis Hispaniae

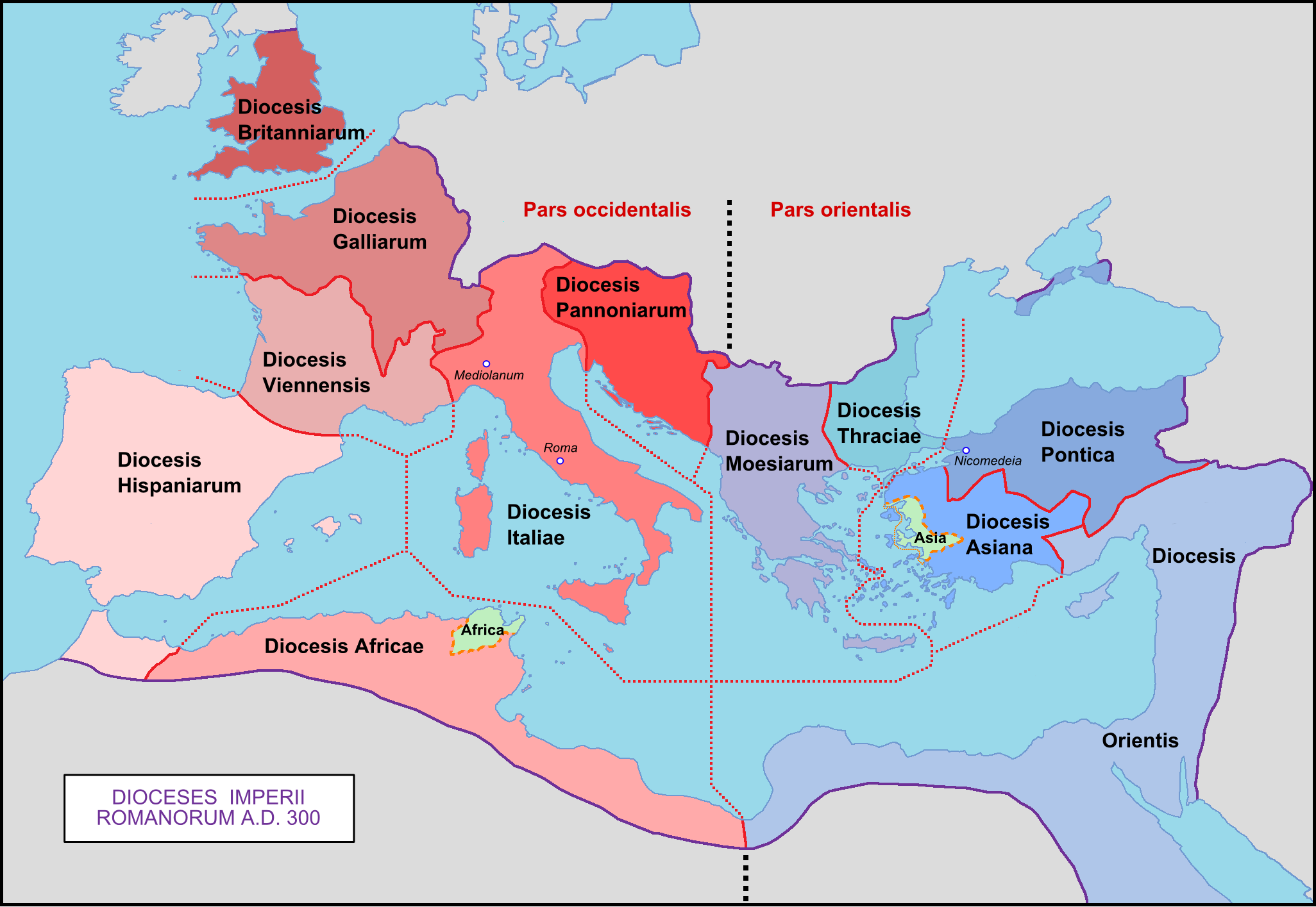
Die Diözesen von ca. 293 bis vor 337.

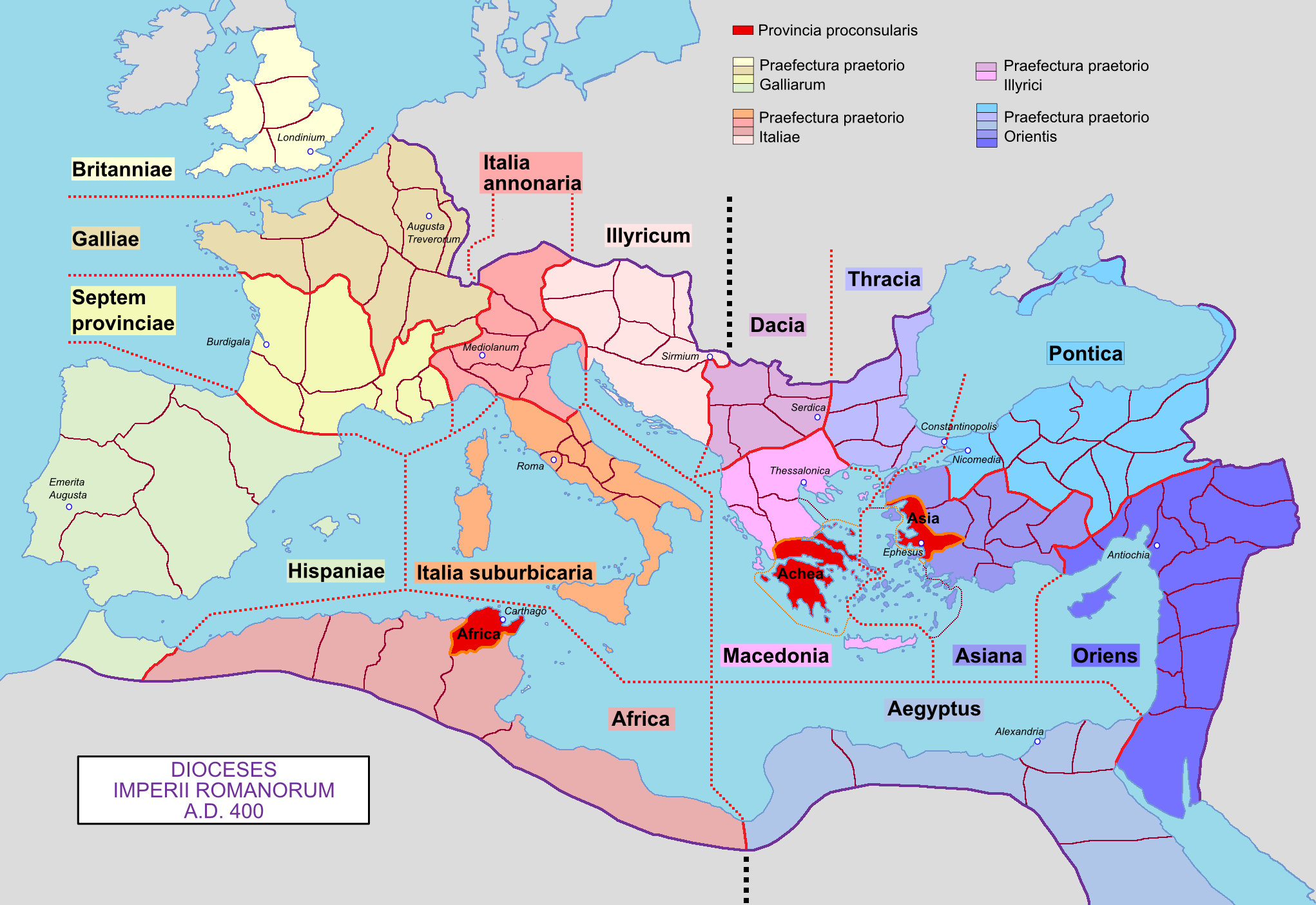
Die Diözesen um 400 n. Chr. (Spätantike)

Die Dioecesis Hispaniae war eine spätantike Verwaltungseinheit (Dioecesis) des Römischen Reiches auf der iberischen Halbinsel. Sie bestand von 314 bis ca. 409 nach Christus. Hauptort war Emerita Augusta.

## Gebietsstruktur
Die Dioecesis Hispaniae umfasste folgende 6 Provinzen:
- Baetica
- Lusitania
- Carthaginiensis
- Gallaecia
- Tarraconensis
- Mauretania Tingitana

Die Balearen (Balearica) wurden im 4. Jahrhundert als eigenständige Provinz aus der Provinz Carthaginiensis herausgelöst.

## Geschichte
Das Römische Reich war zunächst in 46 Provinzen aufgeteilt, die von Diokletian im Wesentlichen durch Aufteilung um 300 nach Christus auf 101 Provinzen erhöht wurden, die wiederum in Diözesen zusammengefasst wurden. Der Leiter der Diözesen (und Provinzen) war der Vicarius, Stellvertreter des nach 312 aus dem militärischen Prätorianerpräfekten hervorgegangenen Zivilbeamten. Bereits bei der Reichsteilung 395 wurde die Struktur der Diözesen geändert in vier Präfekturen, 15 Diözesen und 119 Provinzen. Mit der Eroberung durch die Vandalen, Alanen und Sueben 409 nahm die Diözese ihr Ende.